# Celebrações litúrgicas
Celebrações litúrgicas são as comemorações dos Domingos da Igreja Católica, por exemplo, o domingo de Páscoa. Essas comemorações são divididas em tempos. As celebrações a seguir, são aquelas do rito romano, adotado por uma das 23 igrejas dos sui iuris, que formam em comunhão, com o papa a Igreja Católica, no caso a Igreja Latina.
Os tempos do Ano Litúrgico, são:
- Advento
- Natal

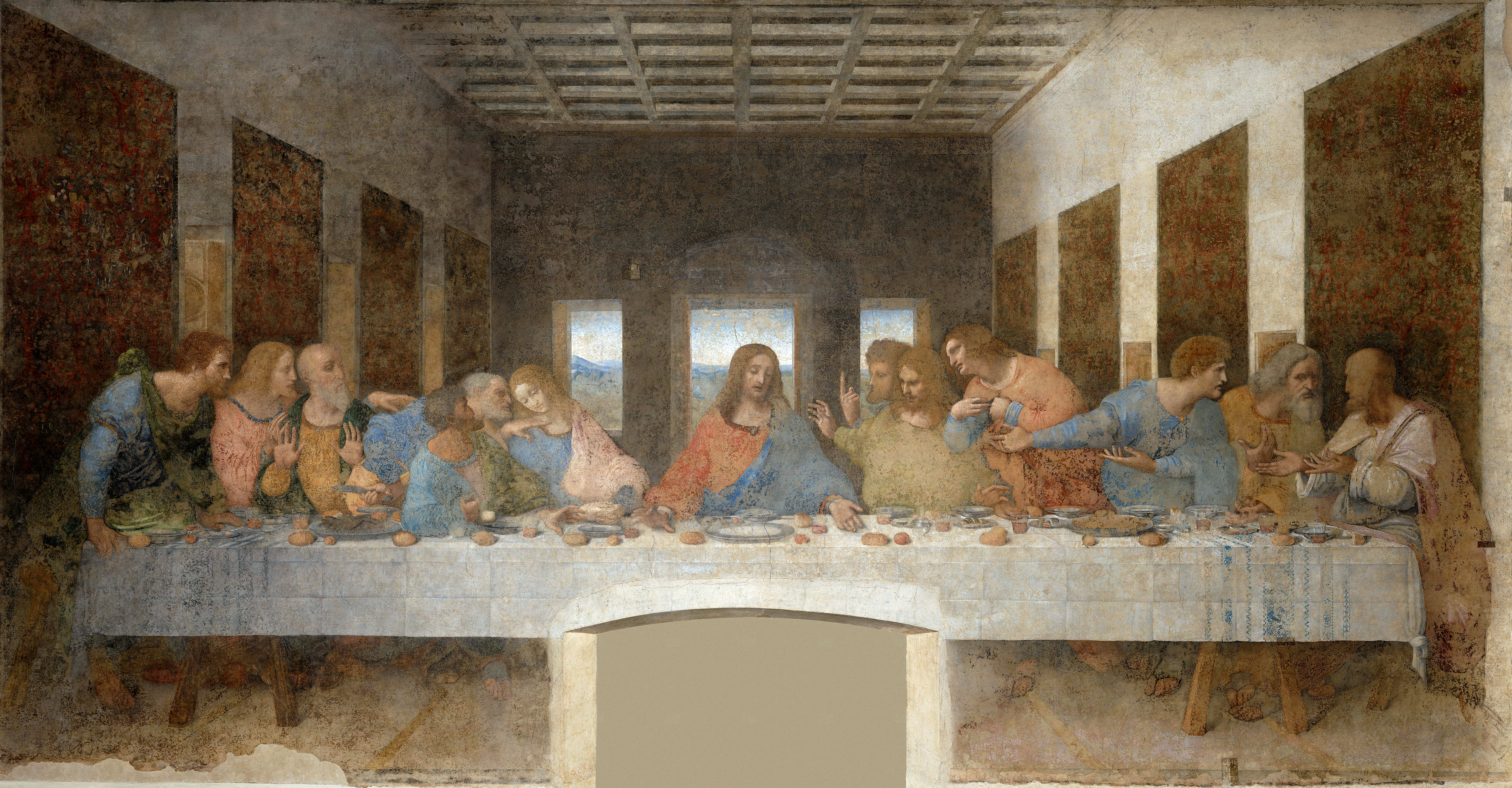
A Última Ceia. Leonardo da Vinci, século XV

- Tempo Comum
- Quaresma
- Tríduo Pascal
- Tempo Pascal
- Tempo Comum

## Advento
O advento é a preparação da igreja ao nascimento de Jesus Cristo. A cor é a roxa. Os instrumentos musicais devem ser usados com moderação, para não antecipar a plena alegria do nascimento do Senhor. O advento começa no primeiro domingo depois do XXXIV domingo do tempo comum, ou Solenidade de Cristo Rei, e vai até o dia 24 de dezembro.
Durante o Advento, é comum encontrar, as velas do advento;são quatro, elas são coloridas,de acordo com a cor do domingo(Roxo:1º,2º e 4°, Rosa:3º),
Celebrações litúrgicas do Advento

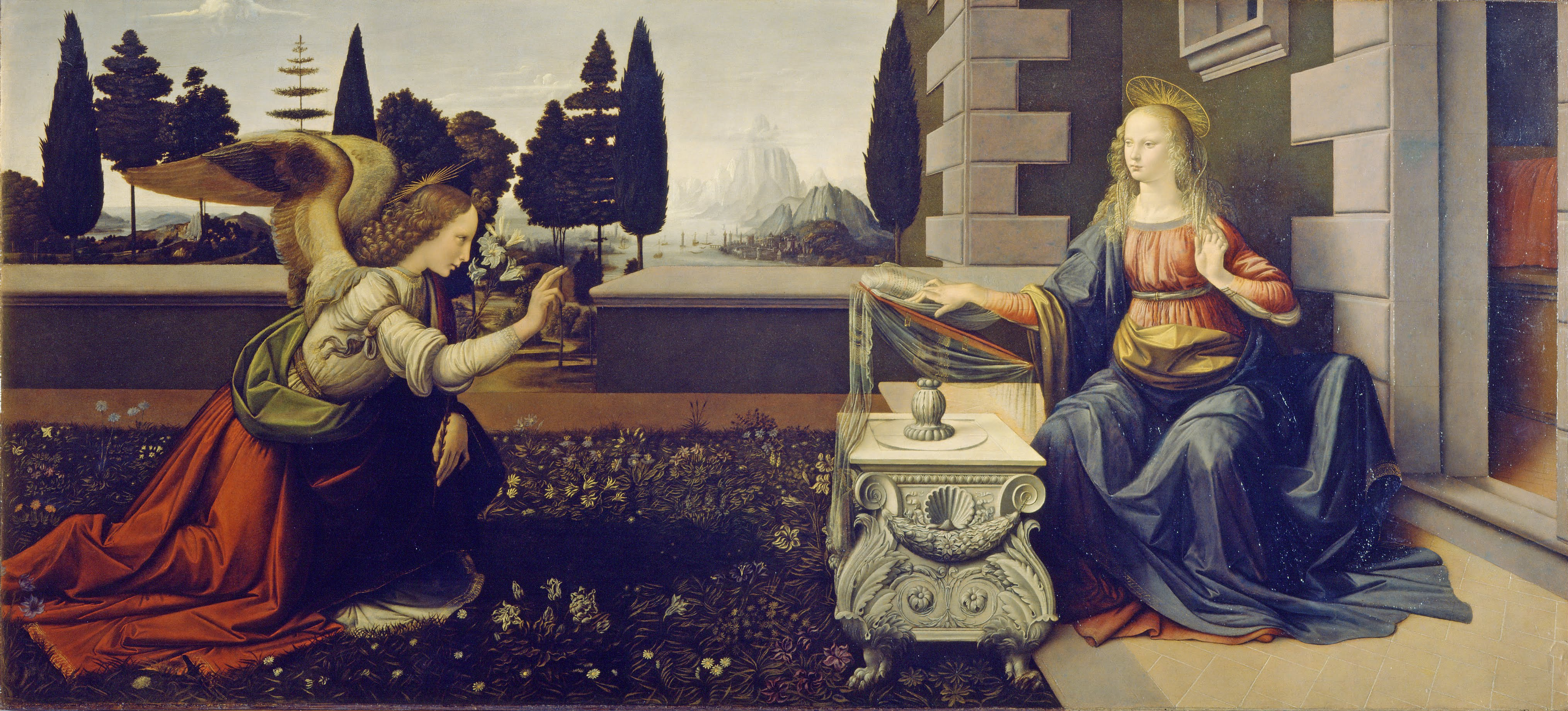
A anunciação do Anjo Gabriel a Maria, por Leonardo da Vinci, 1475, Galleria degli Uffizi, Florença

1º Domingo do Advento - O Senhor vem! Preparemo - nos!                                       
- Cor: roxo
- Prefácio: Cristo, Senhor e Juiz da história
- Oração Eucarística: III

Imaculada Conceição de Nossa Senhora - Solenidade                                                
- Cor: branco ou azul
- Prefácio: Maria e a Igreja
- Oração Eucarística: III

2º Domingo do Advento - Boa Nova da Salvação                                                      
- Cor: roxo
- Prefácio: As Duas Vindas de Cristo
- Oração Eucarística: II

3º Domingo do Advento                                                                                
- Cor: roxo ou róseo
- Prefácio: A dupla espera de Cristo
- Oração Eucarística: II

4º Domingo do Advento - Maria e Isabel
- Cor: roxo
- Prefácio: Maria, a nova Eva
- Oração Eucarística: II

## Natal

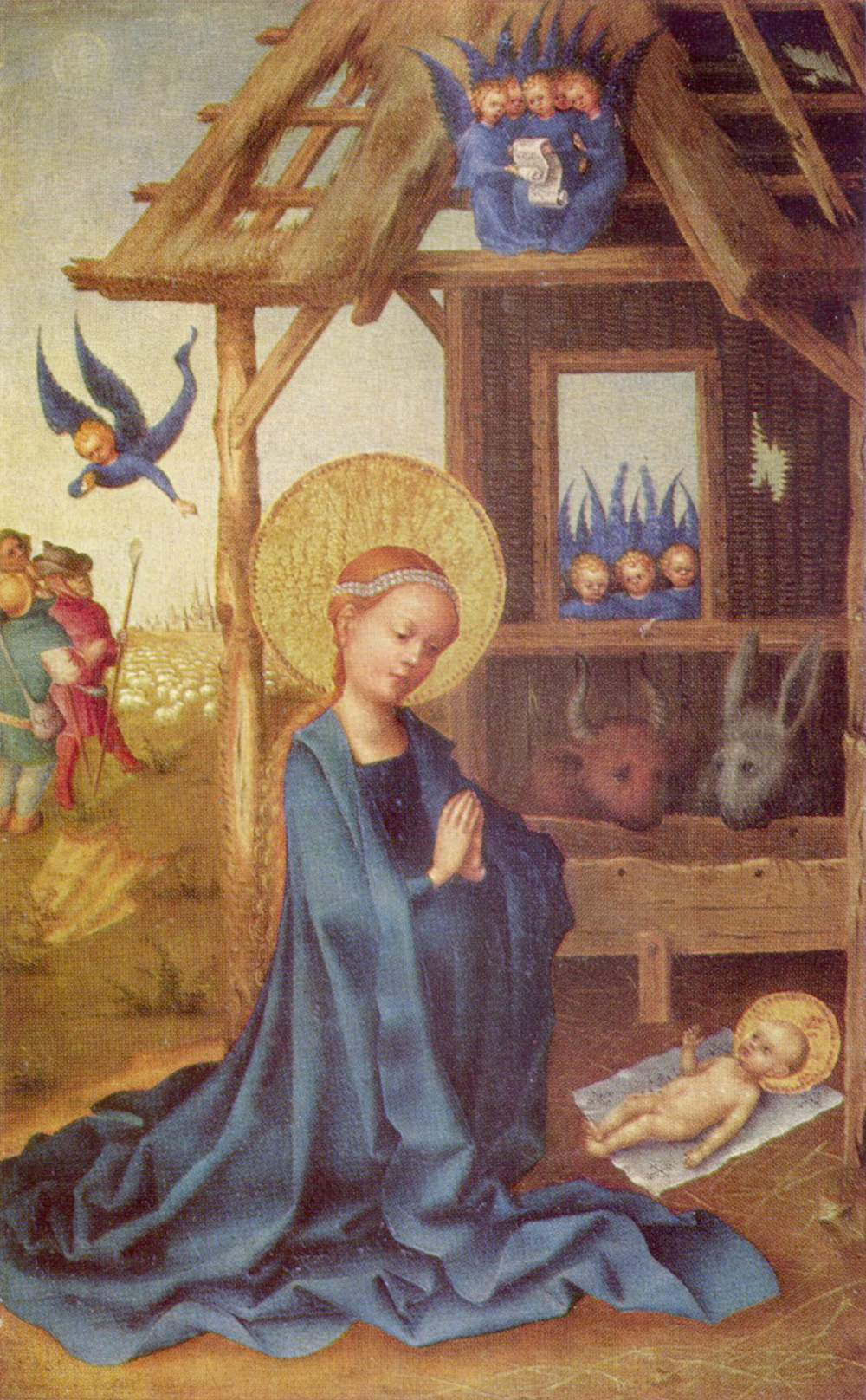
O Nascimento de Cristo, Stefan Lochner, 1445, Munique

O tempo do Natal, começa na Vigília do Natal e termina na primeira segunda-feira após a Epifania do Senhor. Canta - se a glória que no tempo do advento era retirado do Sacrifício da Missa. Todos os domingos do tempo do Natal são festas ou solenidades.
Celebrações litúrgicas do Natal
Natal de Nosso Senhor Jesus Cristo - Missa da Noite ou da Vigília (24 de Dezembro)
- Cor: branco
- Prefácio: O Cristo, luz do mundo
- Oração Eucarística: I

Missa do Dia do Natal do Senhor
- Cor: branco
- Prefácio: O Cristo, luz do mundo
- Oração Eucarística: I

Sagrada Família de Jesus, Maria e José - Festa (30 de Dezembro ou 1º domingo antes ou depois da festa)
- Cor: branco
- Prefácio: A restauração universal na Encarnação
- Oração Eucarística: II

Santa Mãe de Deus Maria (1º de Janeiro)
- Cor: branco ou azul
- Prefácio: A maternidade da Virgem Maria
- Oração Eucarística: I

Epifania do Senhor (6 de Janeiro ou 1º domingo antes da festa do Batismo de Jesus)
- Cor: branco
- Prefácio: Cristo, luz dos povos
- Oração Eucarística: I

## Tempo Comum
O tempo comum começa na primeira segunda-feira após o Batismo do Senhor (O Batismo do Senhor é no domingo após a Epifania) e termina na Quarta-feira de Cinzas. Essa é a primeira parte do Tempo Comum. Um dos maiores tempos litúrgicos.
Celebrações litúrgicas do Tempo Comum
Batismo de Jesus
- Cor: branco
- Prefácio: O Batismo de Cristo no Jordão
- Oração Eucarística: III

2º Domingo do Tempo Comum
- Cor:verde
- Oração Eucarística: VI-D

3º Domingo do Tempo Comum

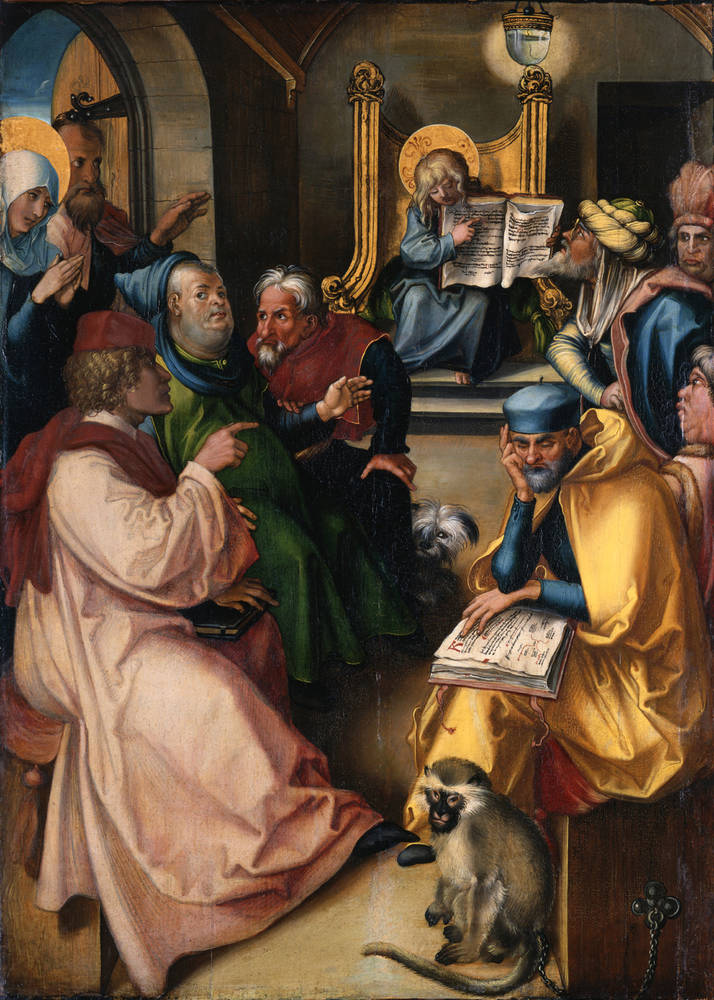
O Menino Jesus e os doutores da lei, Albrecht Dürer, 1497, Dresden.

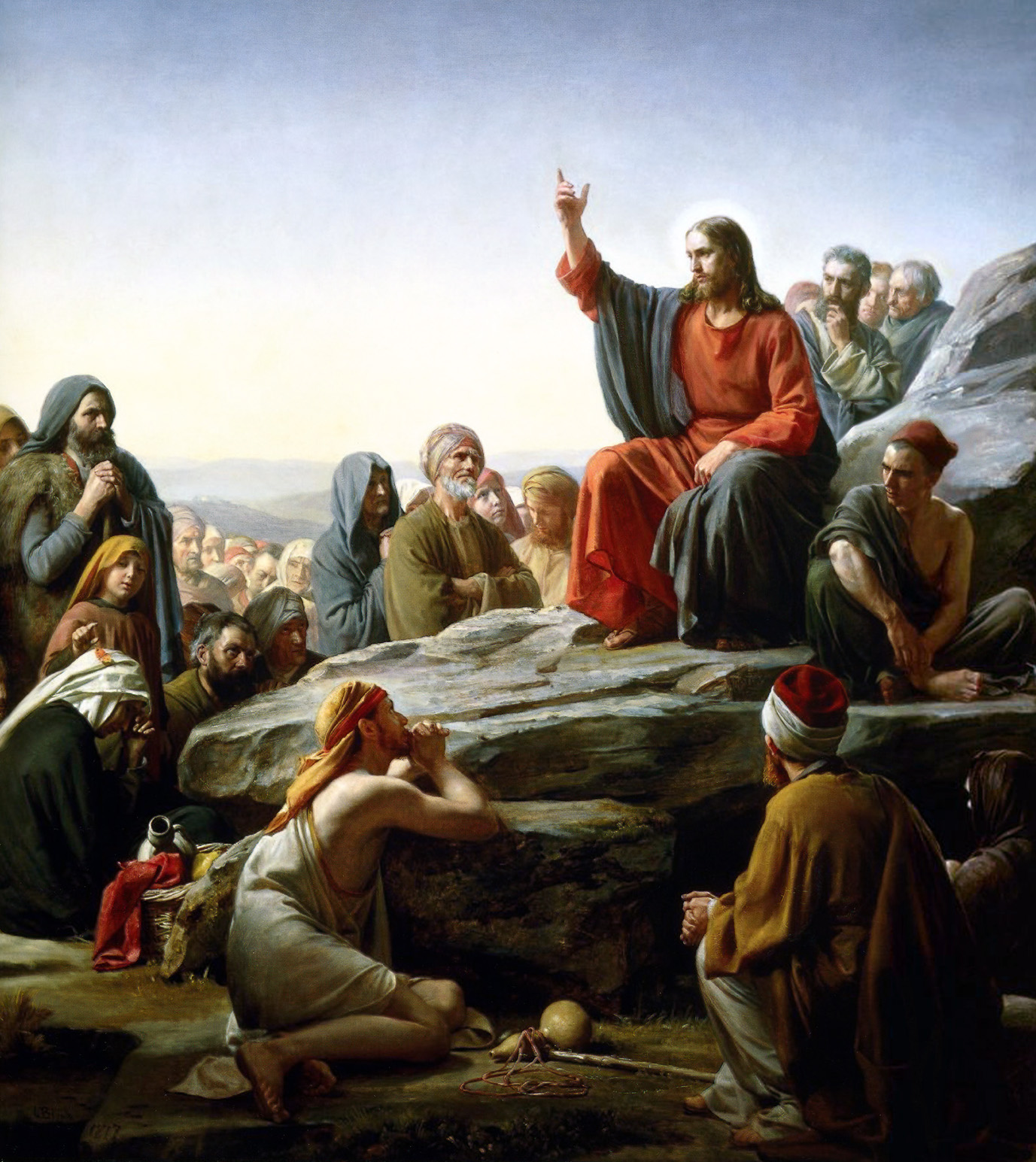
O Sermão da Montanha, Carl Heinrich Bloch, Copenhagen, século XIX.

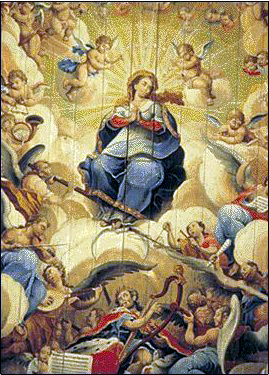
Glorificação da Virgem, de mestre Ataíde.

- Cor: verde
- Oração Eucarística: VI-CO Menino Jesus e os doutores da lei, Albrecht Dürer, 1497, Dresden.

4º Domingo do Tempo Comum 
- Cor: verde
- Oração Eucarística: II

5º Domingo do Tempo Comum
- Cor: verde
- Oração Eucarística: VI-C

6º Domingo do Tempo Comum
- Cor: verde
- Oração Eucarística: VI-D

7º Domingo do Tempo Comum
- Cor: verde
- Oração Eucarística: VIII

## Quaresma

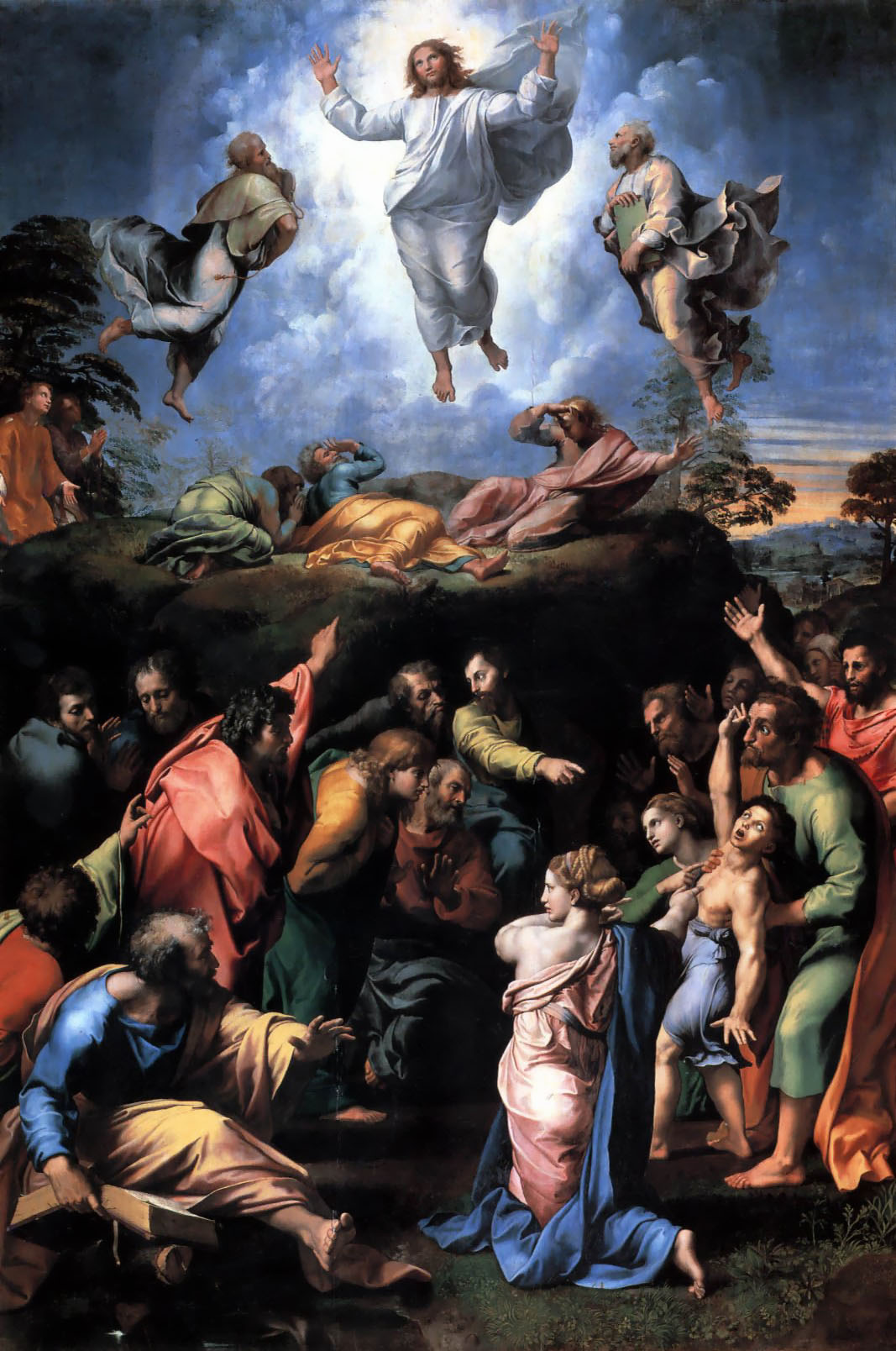
A transfiguração de Jesus, por Rafael.

Mas um tempo em que a igreja dedica-se a se preparar para a vinda de Cristo. Também se retira o glória do sacrifício da Missa. O Quarto Domingo da Quaresma , cor rosa esquecemos um pouco da penitencia Quaresmal. São quarenta dias de penitencia. Na Quarta-feira de Cinzas, a igreja pede jejum e abstinência. A CNBB, realiza a CF, com temas da realidade do Brasil e do mundo.
Celebrações litúrgicas da Quaresma
Quarta-feira de Cinzas
- Cor: roxo
- Prefácio: Os frutos do jejum
- Oração Eucarística: II

1º Domingo da Quaresma                                                
- Cor: roxo
- Prefácio: A tentação do Senhor
- Oração Eucarística: II

2º Domingo da Quaresma                                                       
- Cor: roxo
- Prefácio: A Transfiguração do Senhor
- Oração Eucarística: II

3º Domingo da Quaresma
- cor: roxo
- Prefácio: Quaresma, tempo de conversão
- Oração Eucarística: II

4º Domingo da Quaresma
- Cor: roxo ou róseo
- Prefácio: Sentido espiritual da Quaresma
- Oração Eucarística: II

São José - Solenidade                                                        
- Cor: branco
- Prefácio: A missão de São José
- Oração Eucarística: II

5º Domingo da Quaresma                                                        
- Cor: roxo
- Prefácio: O êxodo no deserto quaresmal
- Oração Eucarística: II

 Anunciação do Senhor - Solenidade                                                        
- Cor: branco
- Prefácio: O mistério da Encarnação
- Oração Eucarística: III

## Semana Santa
Não é bem um tempo da Igreja, mas marca a última semana de Jesus na terra. Começa com a entrada triunfal de Jesus em Jerusalém, e termina no sábado após sua ressurreição.
Domingo de Ramos e da Paixão do Senhor:
- Cor: vermelho
- Prefácio: A Paixão do Senhor
- Oração Eucarística: II

## Tríduo Pascal

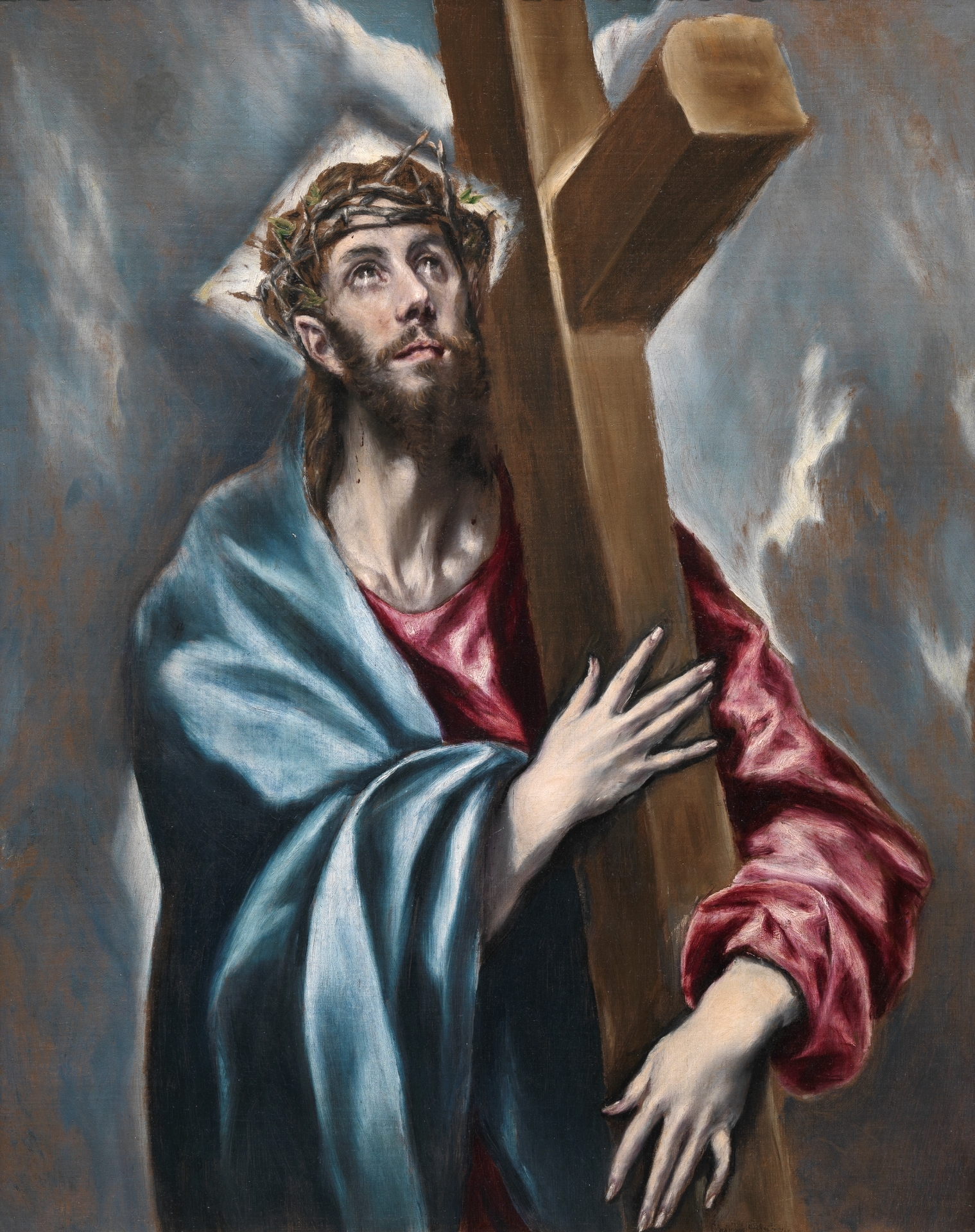
Cristo carrega a Cruz, El Greco, 1579, Museu do Prado, Madrid

Celebrações do Tríduo Pascal
O Tríduo é o menor tempo litúgico. Inicia-se na Quinta-feira Santa e termina no sábado santo.
Quinta-feira da Ceia do Senhor ou Endoenças     
- Cor: branco
- Prefácio: Eucaristia, sacrifício e sacramento de Cristo
- Oração Eucarística: I

Sexta-feira da Paixão do Senhor
- Cor: preto (mais tradicional) ou vermelho (mais comum de se ver)
- Prefácio:
- Oração Eucarística:

Observação: Na Sexta-Feira da Paixão e Morte do Senhor é o único dia em que a igreja não celebra a Missa. São realizadas apenas as leituras, a Oração Universal, a Adoração da Cruz e a Comunhão Eucarística consagrado na Missa da Ceia do Senhor. Não há Ofertório, pois não há a Renovação do Sacrifício do Altar. Os altares são desnudados, os sacrários são abertos ou tem a luz vermelha apagada para mostrar que o Corpo de Cristo não esta lá. Não se canta nenhuma música pelo luto da morte do Senhor, apenas na Adoração da Cruz e da Comunhão, mas mesmo assim músicas tristes e de luto.
Sábado Santo ou Vigília Pascoal
- Cor: Branco
- Prefácio: O mistério pascal
- Oração Eucarística: I

Observação: No Sábado Santo não se realizava Missas, apenas a da grande Vigília Pascal. Até o início da Cerimônia, as Igrejas permanecem fechadas, os altares, continuam desnudados e a Comunhão só pode ser dada como Viático. A missa só pode ser realizada após o pôr-do-sol.

## Tempo Pascal
O Tempo Pascoal celebramos a ressurreição de Nosso Senhor Jesus Cristo, que venceu a morte na noite na santa de sua ressurreição. O tempo Pascal é o segundo maior tempo litúrgico. Esse tempo acaba na Solenidade de Pentecostes.
Celebrações litúrgicas do Tempo Pascal
Domingo da Páscoa do Senhor
- Cor: branco

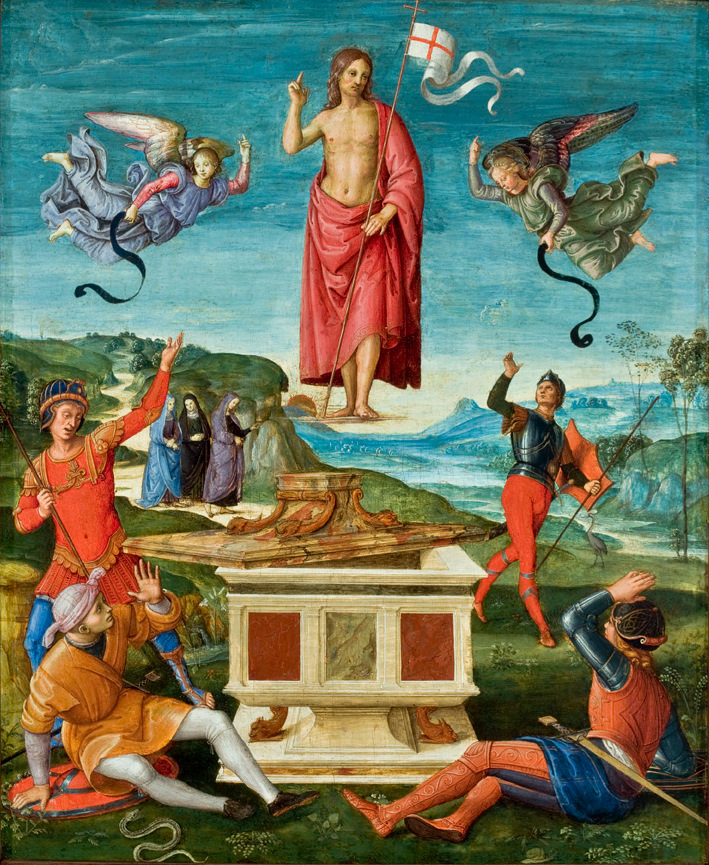
A ressurreição de Cristo, por Raffaello Sanzio, 1500.

- Prefácio: O mistério pascal
- Oração Eucarística: I

2º Domingo da Páscoa - Domingo da Divina Misericórdia
- Cor: branco
- Prefácio: O mistério pascal
- Oração Eucarística: I

3º Domingo da Páscoa  
- Cor: branco
- Prefácio: A vida nova em Cristo
- Oração Eucarística: III

4º Domingo da Páscoa - O Bom Pastor
- Cor: branco
- Prefácio: O Cristo vivo, nosso intercessor
- Oração Eucarística: II

5º Domingo da Páscoa
- Cor: branco
- Prefácio: O Cristo, sacerdote e vítima
- Oração Eucarística: II

6º Domingo da Páscoa
- Cor: branco
- Prefácio: A restauração do Universo pelo mistério pascal
- Oração Eucarística: II

Ascensão do Senhor
- Cor: branco
- Prefácio: O mistério da Ascensão
- Oração Eucarística: I

Pentecostes - Solenidade 
- Cor: vermelho
- Prefácio: O mistério de Pentecoste
- Oração Eucarística: I

## Tempo Comum

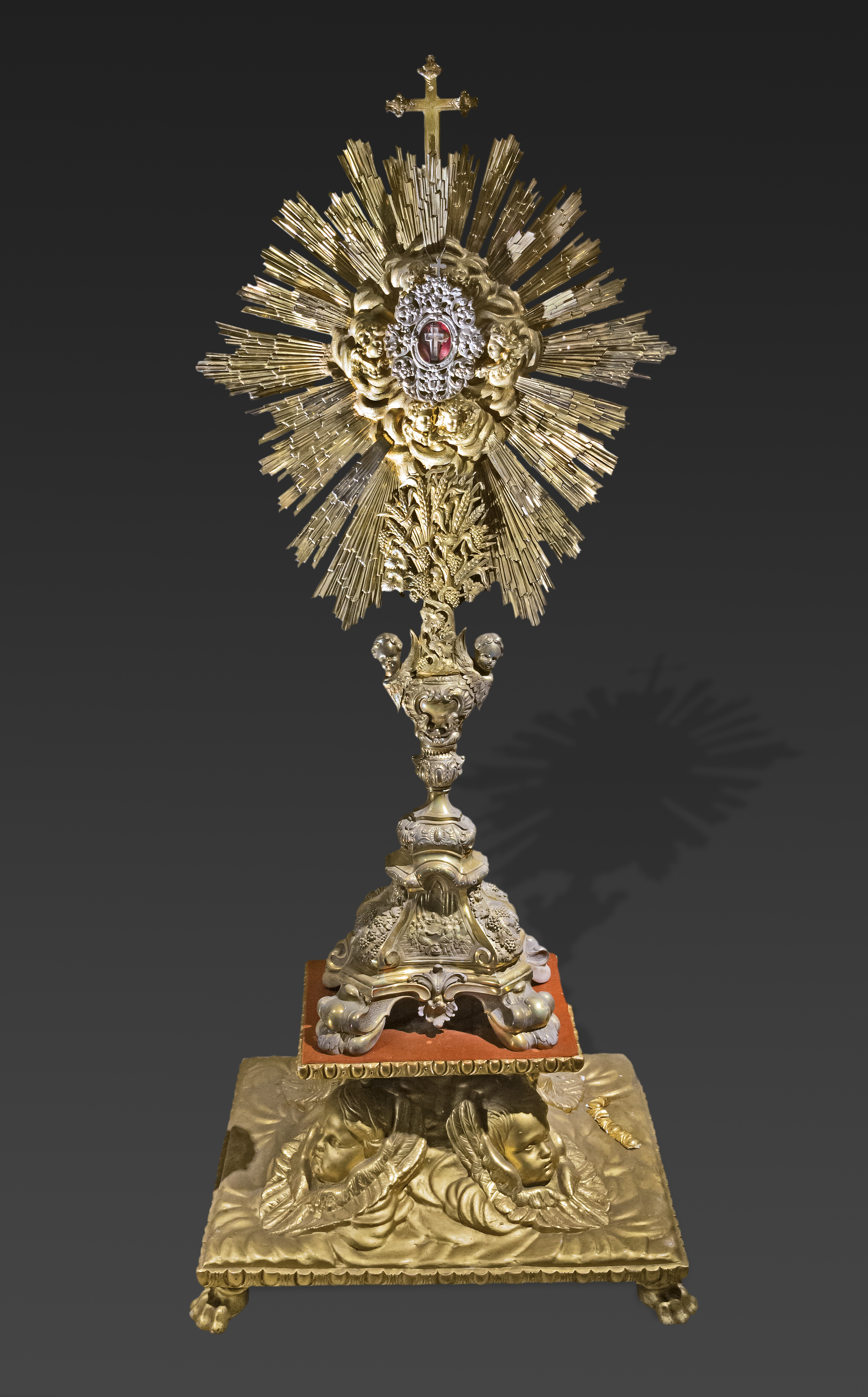
Ostensório.

Nessa segunda parte do Tempo Comum, a maior, temos algumas solenidades muito conhecidas hoje em dia, como o dia dos Finados.
Esse período marca a vida pública de Jesus na terra, ou seja, o período em que Jesus pregava.
Celebrações litúrgicas do Tempo Comum
Santíssima Trindade - Solenidade
- Cor: branco
- Prefácio: O mistério da Santíssima Trindade
- Oração Eucarística: III

Santíssimo Corpo e Sangue de Cristo (Corpus Christi) - solenidade
- Cor: branco
- Prefácio: Os frutos da Eucaristia
- Oração Eucarística: II

10º Domingo do Tempo Comum
- Cor: verde
- Oração Eucarística: VI-D

Sagrado Coração de Jesus - Solenidade
- Cor: branco
- Prefácio: Coração de Jesus, fornalha ardente de caridade
- Oração Eucarística: III

11º Domingo do Tempo Comum
- Cor: verde
- Oração Eucarística: VII

Natividade de São João Batista - Solenidade (missa do dia no domingo e missa da vigília no sábado à tarde ou à noite)
- Cor: branco
- Prefácio: A Missão do Precursor
- Oração Eucarística: III

São Pedro e São Paulo - Solenidade (missa do dia no domingo e da vigília no sábado à tarde ou à noite) 
- Cor: vermelho
- Prefácio: A dupla missão de Pedro e Paulo na Igreja
- Oração Eucarística: III

14º Domingo do Tempo Comum
- Cor: verde
- Oração Eucarística: VI-C

15º Domingo do Tempo comum
- Cor: verde
- Oração Eucarística: VI-D

16º Domingo do Tempo Comum
- Cor: verde
- Oração Eucarística: III

17º Domingo do Tempo Comum                             
- Cor: verde
- Oração Eucarística: V

18º Domingo do Tempo Comum
- Cor: verde
- Oração Eucarística: VI-C

19º Domingo do Tempo Comum
- Cor: verde
- Oração Eucarística: V

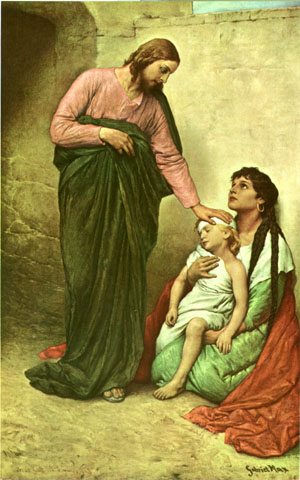
Cristo cura uma criança, Gabriel von Max, século XIX

Assunção de Nossa Senhora - Solenidade (missa do dia no domingo e missa da vigília no sábado à tarde ou à noite)
- Cor: branco ou azul
- Prefácio: a Glória de Maria
- Oração Eucarística: II

21º Domingo do Tempo Comum
- Cor: verde
- Oração Eucarística: II

22º Domingo do Tempo Comum
- Cor: verde
- Oração Eucarística: V

23º Domingo do Tempo Comum
- Cor: verde
- Oração Eucarística: IV

24º Domingo do Tempo Comum
- Cor: verde
- Oração Eucarística: VII

25º Domingo do Tempo Comum
- Cor: verde
- Oração Eucarística: VI-C

26º Domingo do Tempo Comum
- Cor: verde
- Oração Eucarística: VI-D

27º Domingo do Tempo Comum
- Cor: verde
- Prefácio: O dia do Senhor
- Oração Eucarística: III

Nossa Senhora da Conceição Aparecida
- Cor: branco ou azul
- Prefácio: Maria e a Igreja
- Oração Eucarística: II

28º Domingo do Tempo Comum
- Cor: verde
- Oração Eucarística: VI-C

29º Domingo do Tempo Comum
- Cor: verde
- Oração Eucarística: IV

30º Domingo do Tempo Comum
- Cor: verde
- Oração Eucarística: V

Comemoração de Todos os Fiéis Defuntos (Finados)
- Cor: roxo ou preto
- Prefácio: A esperança da ressurreição em Cristo
- Oração Eucarística: II

Todos os Santos - Solenidade
- Cor: branco
- Prefácio: A Jerusalém Celeste
- Oração Eucarística: I

32º Domingo do Tempo Comum
- Cor: verde
- Prefácio: Cristo, penhor da páscoa eterna
- Oração Eucarística: III

33º Domingo do Tempo Comum
- Cor: verde
- Prefácio: O dia do Senhor
- Oração Eucarística: II

Nosso Senhor Jesus Cristo Rei do Universo - Solenidade
- Cor: branco
- Prefácio: Cristo Rei do Universo
- Oração Eucarística: III

## Leituras

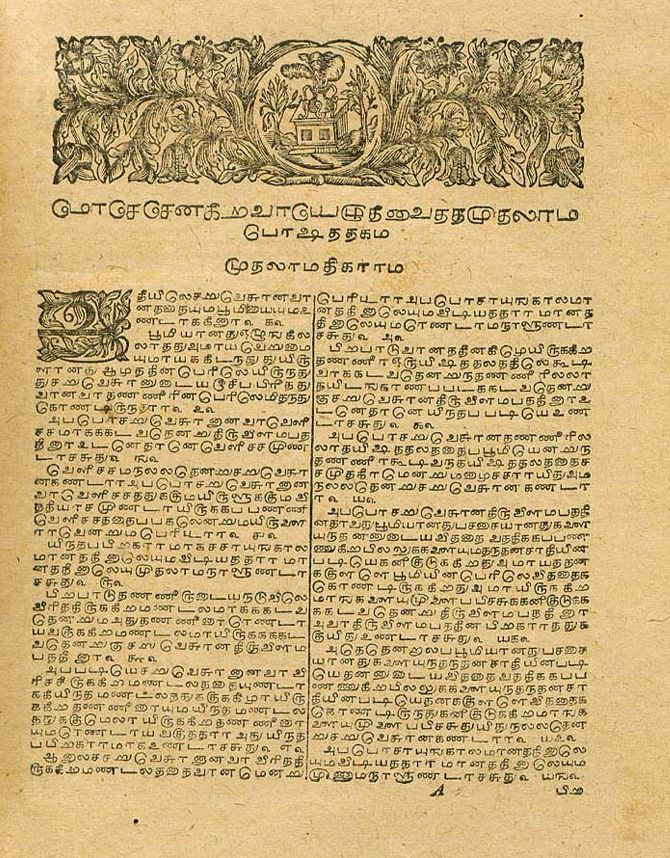
Livro do Gênesis, Bíblia em tâmil de 1723

As leitura variam conforme o Ano Litúrgico que são A, B e C. Existem algumas comemorações em que as leituras não mudam: Natal, Tríduo Pascal e Tempo Pascal.
Os Evangelistas também mudam, veja:
Ano A
- Centralizado no Evangelho de Mateus
- Inserções do Evangelho de João

Ano B
- Centralizado no Evangelho de Marcos
- Inserções do Evangelho de João

Ano C
- Centralizado no Evangelho de Lucas
- Inserções do Evangelho de João